# Burgstall Wilburg
Der Burgstall Wilburg ist eine abgegangene mittelalterliche Niederungsburg vom Typus einer Turmhügelburg (Motte) etwa 230 Meter nordwestlich der Kirche in Wilburgstetten im Landkreis Ansbach in Bayern.
Die Burg war Sitz eines Zweiges der Familie von Rechenberg und war namensgebend für die Gemeinde. Der auf der Wilburg ansässige Zweig der Rechenberger nannte sich nach dem Ort Truchseß von Wilburgstetten.
Die Burg Wilburg und die weiter nördlich gelegene Feste Limburg sicherten den Übergang der alten Reichsstraße von Dinkelsbühl über die Wörnitz nach Nördlingen und weiter nach Süden.
Von der ehemaligen Burganlage ist nichts erhalten, der Vorburghügel wurde 1875 verebnet.